# Заречье (Чаусский район)
Заречье (бел. Зарэчча) — деревня в составе Антоновского сельсовета Чаусского района Могилёвской области Республики Беларусь.
Ранее входила в состав упразднённого Дужевского сельсовета.

## Население
- 2010 год — 4 человека